# Sediment

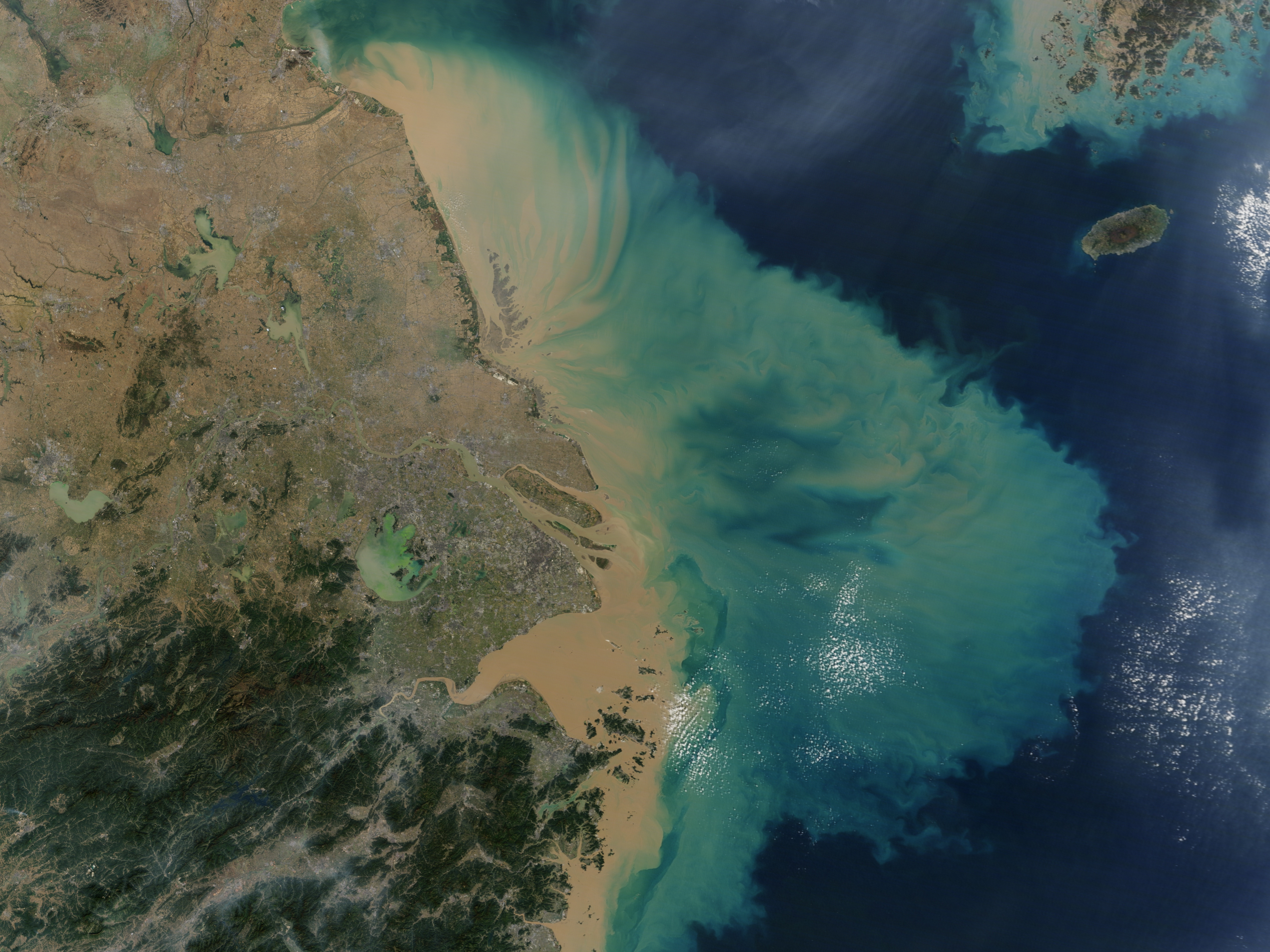
Les aigües costaneres de la província de Jiangsu (Xina), són marronoses gairebé tot l’any a causa del gran volum de sediment en suspensió que aporten els rius Yangtze, Groc i altres rius.

Un sediment és una acumulació incoherent de partícules minerals, rocoses o orgàniques, transportades i dipositades per processos físics, o bé precipitades per processos químics o bioquímics, en zones marines o continentals.
Els sediments poden ser moguts per forces naturals com el vent o l'escorriment d'aigua, ja sigui en superfície, immediatament després de les pluges, o per curs d'aigua, rius i rierols. També poden romandre estables durant llargs períodes, milions d'anys, fins a consolidar-se en roques sedimentàries.
La sedimentologia és la branca de la geologia dedicada a l'estudi dels sediments. Comprèn l'estudi de sediments més moderns com les sorres, els llims i les argiles, i els processos de formació, erosió, transport, deposició i diagènesi. Els sedimentòlegs apliquen els estudis i la comprensió dels processos moderns per a interpretar la història geològica per l'estudi de roques i estructures sedimentàries.

## Classificació
Els sediments es classifiquen en sediments detrítics o clàstics, químics, bioquímics i orgànics

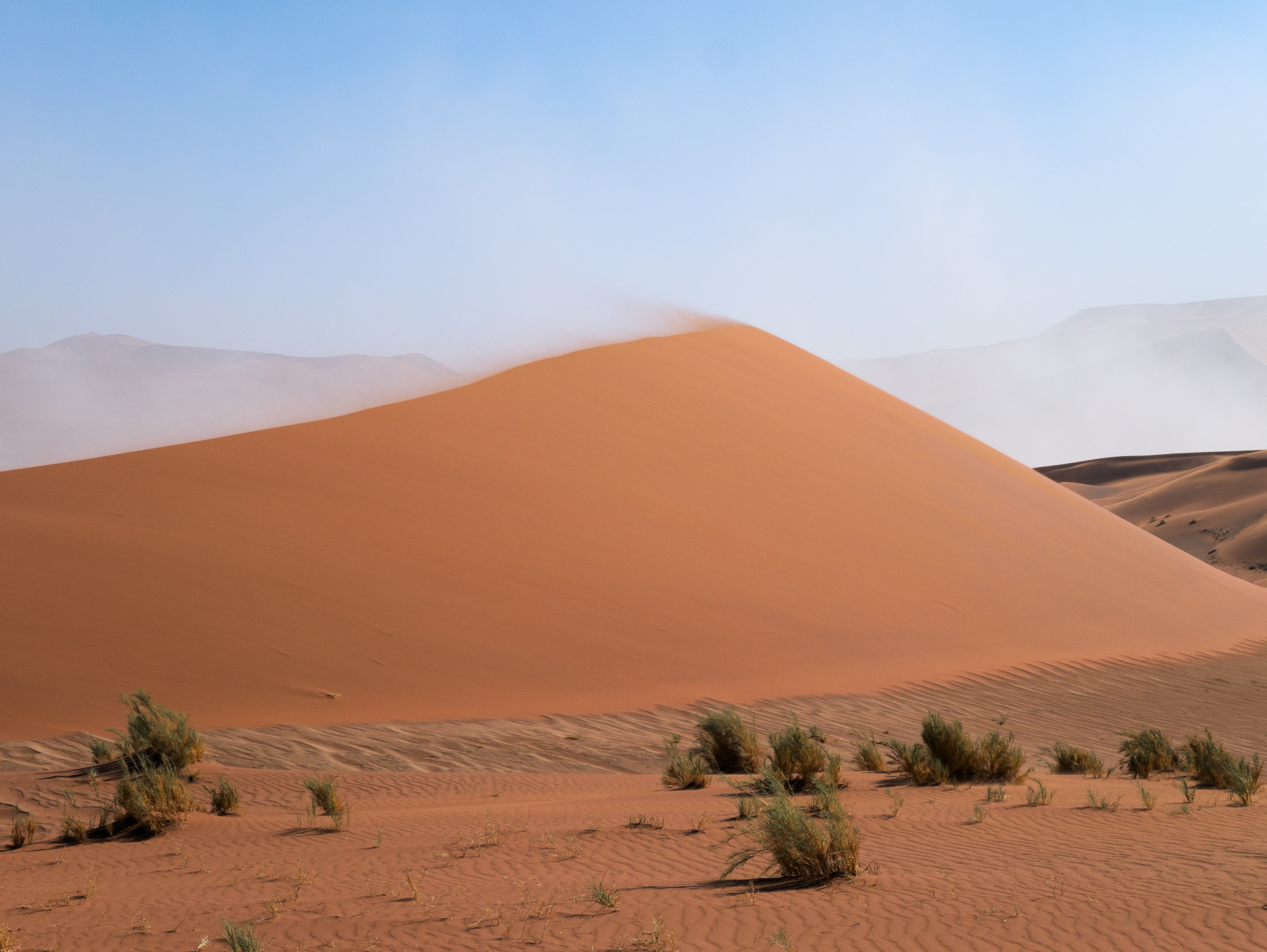
Transport eòlic. Duna de sorra originada pels forts vents que bufen a prop de Sossusvlei al parc nacional Namib-Naukluft (Namíbia)

### Sediments detríctics (clàstics)
Són fragments de roques originats per la meteorització mecànica, material sòlid acumulat sobre la superfície terrestre (litósfera) derivat de les accions de fenòmens i processos que actuen en l'atmosfera, en la hidrosfera i en la biosfera (vents, variacions de temperatura, precipitacions meteorològiques, circulació d'aigües superficials o subterrànies, desplaçament de masses d'aigua en ambient marí o lacustre, accions d'agents químics, accions d'organismes vius).

### Sediments químics
Són sals minerals que s'han precipitat per l'evaporació d'aigua que les dissolia o per reaccions químiques que han originat substàncies insolubles.

### Sediments bioquímics

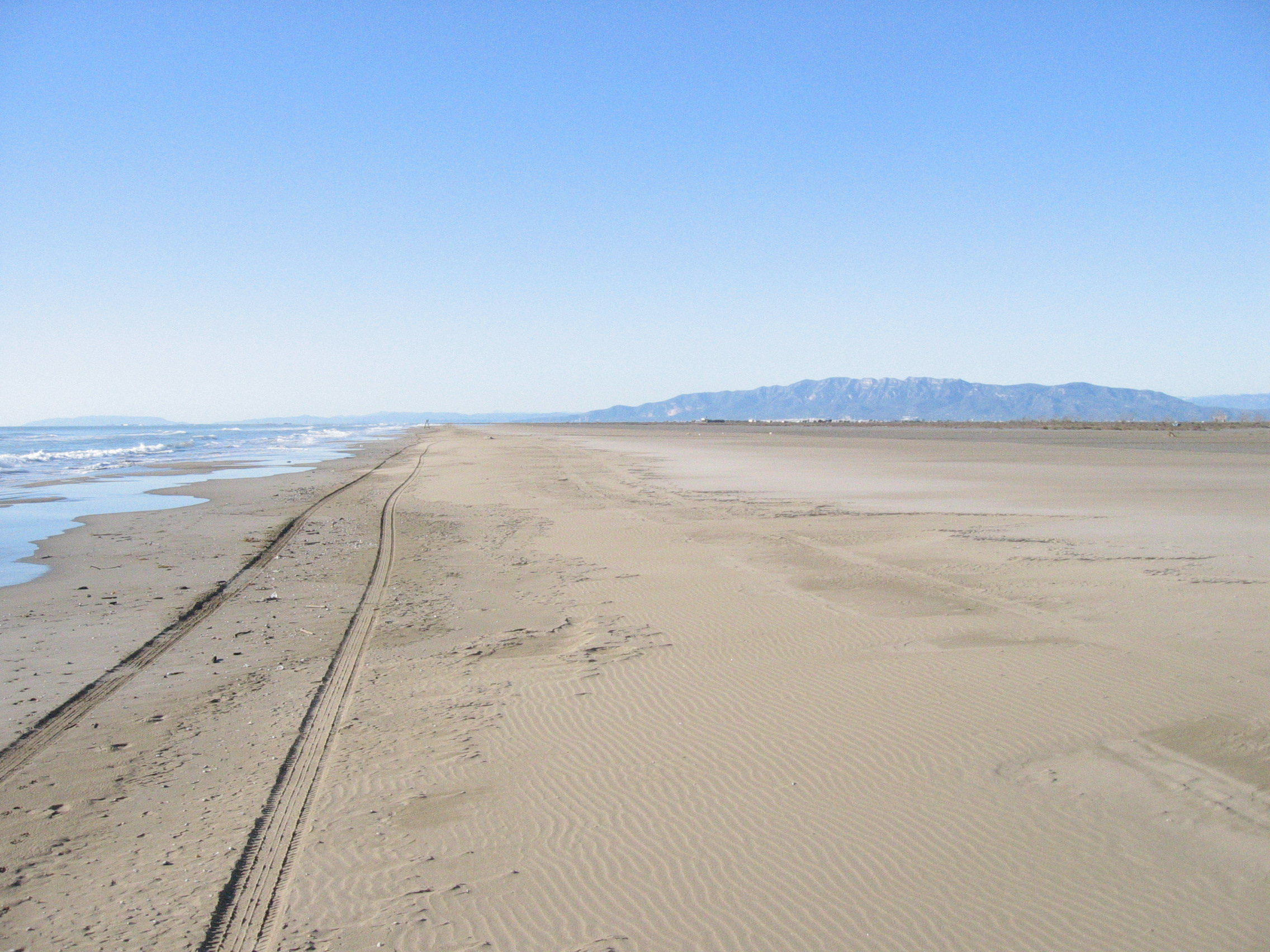
Espai marítim. Interacció de transport de sediment fluvial i marí al delta del riu Ebre. Platja dels Eucaliptus. Amposta. Catalunya

Estan composts per sals minerals que constitueixen les restes inorgàniques dels éssers vius, com les closques, els ossos, les espícules, etc.

### Sediments orgànics
Estan formats per restes de matèria orgànica d'éssers vius, per exemple, els troncs i les branques enterrades que originaran carbó, i les restes de microorganismes del plàncton que es transformaran en petroli.

## Transport dels sediments
Transport: els materials erosionats, mouen de lloc d’origen, fins a les conques de sedimentació. La quantitat de materials que pot transportar un agent geològic depèn de la seva energia. Un riu de gran cabal, un vent huracanat o les onades provocades per un fort temporal tenen molta energia i, per tant, poden transportar una gran quantitat de materials.

### Transport de sediments per fluxos d'aigua

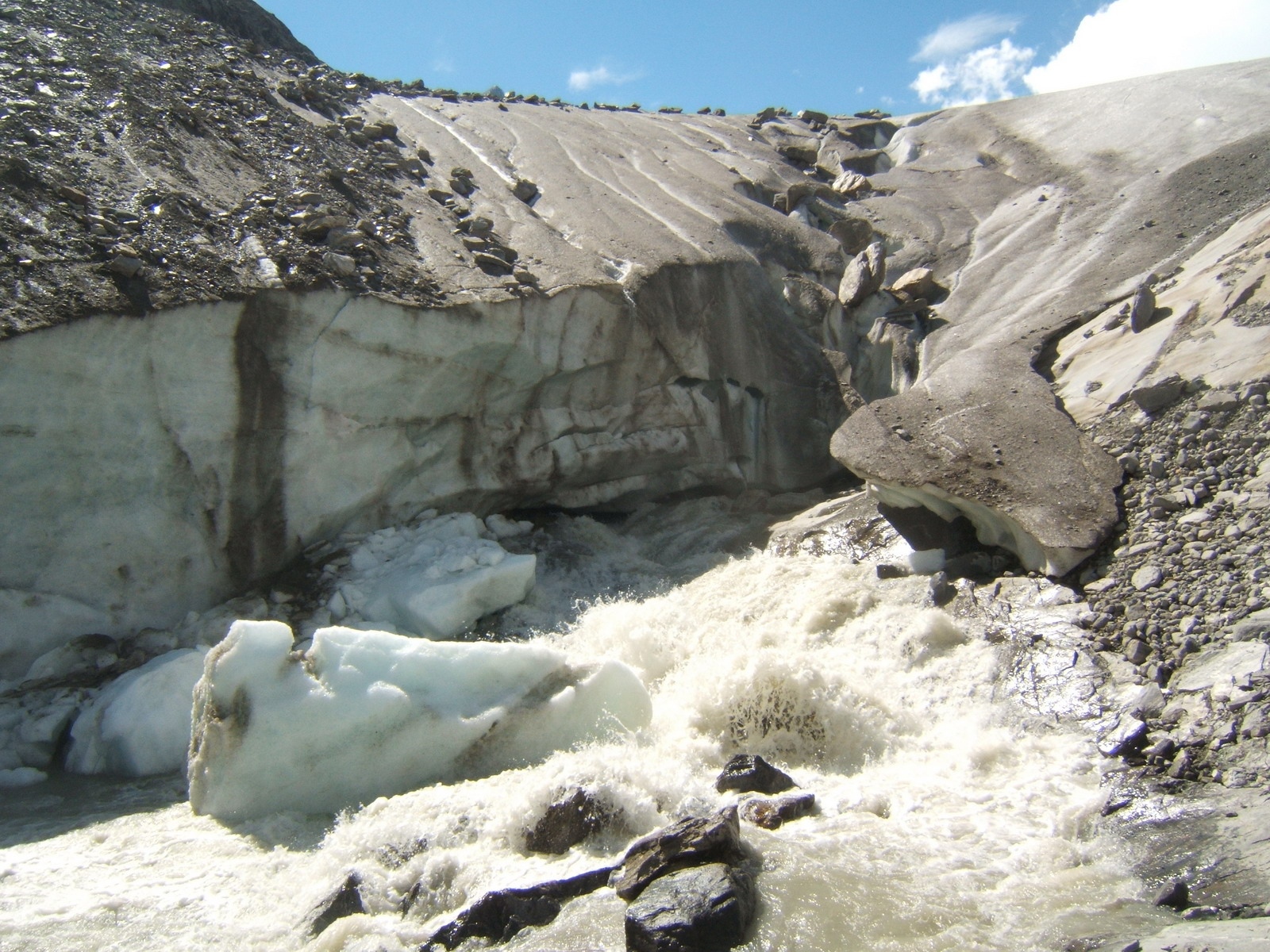
Transport de materials en una glacera. Desembocadura de la glacera Schlatenkees.Grossvenediger. Àustria

Els rius transporten aigua i sediments d’una manera contínua des de les zones de capçalera de les conques fins a les àrees de deposició a les parts baixes. La dinàmica de l’aigua i els sediments controla l'equilibri entre els processos fluvials i marins en les zones deltaiques i costaneres. En condicions naturals els rius tendeixen a mantenir la morfologia en equilibri dinàmic, ja que la quantitat de sediments exportats des d’un sector determinat és similar a la transportada des d’aigües amunt (Williams i Wolman, 1984). La transferència de sediments en una conca fluvial ocorre episòdicament durant moments d’alta energia (crescudes), en els quals els cabals circulants per la llera són suficientment competents per mobilitzar i transportar els materials.
La quantitat de sediments transportats per un riu o flux d'aigua (càrrega sòlida total) s'analitza i es quantifica tenint-ne en compte la composició i la grandària: 1.Sediment en suspensió (mg/l), 2. Càrrega de fons (g/l). El volum de sediments es quantifica amb relació a un cabal determinat (m3/s).

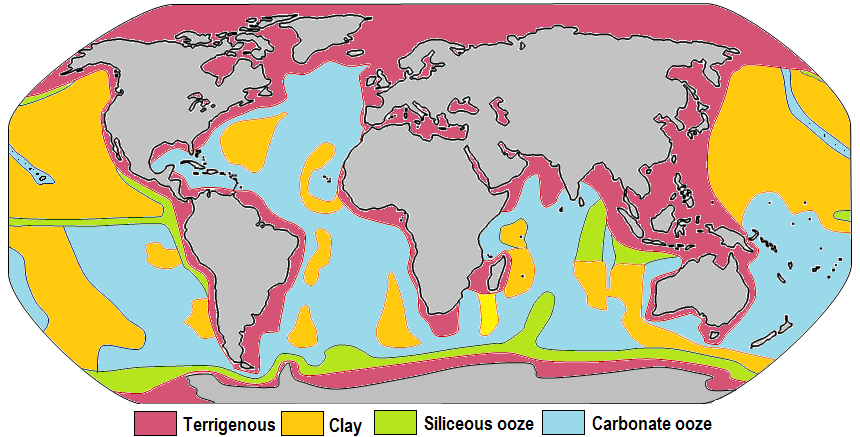
Distribució i tipus de sediments existents en el fons oceànic, transportats i dipostats per diferents processos. (roig:terrígens; groc:argiles; verd:silicats; blau:carbonats)

En la mecànica del transport dels sediments en rius o fluxos d'aigua (mobilització), una de les propietats de major rellevància de les partícules és el seu pes i la seva forma triaxial. La "densitat relativa submergida" és una relació força usada en la mecànica de trasport de sediments.

### Transport de sediments pel vent (transport eòlic)
El transport de les partícules de sediment per la velocitat turbulenta del vent es pot analitzar pel diàmetre del gra. Les partícules molt petites responen ràpidament a totes les fluctuacions de la velocitat del vent i segueixen recorreguts molt semblants als dels elements fluids. Les partícules més grans només responen a les fortes fluctuacions de la velocitat de l’aire que es produeixen amb menor freqüència i, per tant, el seu recorregut (moviment) és ben diferent.
Theodor von Kármán va produir el 1930 una equació per al flux lliure en canonades i canals oberts que va ser modificada per Prandtl el 1935. Amb estabilitat atmosfèrica, el perfil de velocitat i l'aerodinàmica sobre les superfícies rugoses es pot calcular mitjançant l'eqüació de Prandtl-von Karman, també anomenada "de la capa límit" o "de la paret"

### Altres agents geològics de transport i mobilització de sediments

#### Onatge i marees
Les onades son generades per la fricció del vent sobre la superfície del mar, que produeix una transmissió d’energia de l’aire a l’aigua, donant lloc a la formació de l’onatge que es propaga fora de la seva àrea de generació. Els sediments (sorres), son transportats des del mar cap a terra o en corrents al llarg de la costa. Mobilitzacions i transports semblants, afecten zones costaneres (badíes, golfs i estuàris) on les ones i marees són significatives davant la dinàmica fluvial.
El cabal del riu està en oposició a la marea i el corrent de marea es fa càrrec de la funció de generació de turbulència. Llavors apareix un curt període entre la pujada i la baixada de la marea en que el flux arriba al repòs i la turbulència està en un mínim. Això proporciona a les partícules dels sediments més pesades l'oportunitat d'assentar-se al fons. A mesura que el corrent de marea augmenta de nou les partícules s'incorporen de nou a la columna d'aigua. Però, a diferència de l'aigua del riu, que continua fluint a través de l'estuari a la capa superior, les partícules es troben ara a la capa inferior de la circulació de l'estuari on el moviment mitjà de l'aigua va de l'oceà cap a la capçalera. Una gran part dels sediments mai arriba al mar, sinó que s'acumula a l'estuari.

#### Glaceres
Les glaceres són els agents de transport de major competència, ja que són capaços d'arrossegar blocs de grans dimensions. Els materials que viatgen sobre la superfície o l'interior de la massa de gel constitueixen les morrenes, que són dipòsits mòbils. El transport de glacera és lent. Es formen tres tipus de morrenes (dipòsits): Les de fons, que van per sota de la llengua glacial, les superficials, que al seu torn poden ser laterals (si són fragments arrencats dels costats) o centrals, que es formen en unir-se les laterals de dues llengües glaceres i les frontals, que van per davant de la llengua glacial a manera de pala.
Hi ha dos processos de sedimentació glacial: els anomenats subglaciars, que ocorren a la base de la glacera i els supraglaciars, els quals ocorren en la superfície d'aquest. El dipòsit que resulta d'aquests processos és conegut com a till, material intraglacial consistent en una barreja amorfa de diferents classes de sediments i mides, des de llims i argiles fins a roques més compactes, constituint un mantell detrític on l'eix major d'orientació de blocs i partícules coincideix amb la direcció del moviment.

## Classificació (granulometria)
Per classificar els sediments pel seu diàmetre, s'utilitza l'escala granulométrica Udden-Wentworth (J. A. Udden 1898 / C. K. Wentworth 1922), una escala en base "2". Les partícules majors de 64 mm de diàmetre es classifiquen en còdols. Les partícules més petites són còdols, grànuls, sorra i llim. Els menors de 0,0039 mm són de fang o llot. S’utilitzen altres escales de mida del gra, però l'escala Udden-Wentworth (comunament anomenada escala Wentworth) és la que s’utilitza amb més freqüència en geologia. Una versió renovada d'aquesta escala però amb base logarítmica és l'escala "Phi" (Krumbein 1934).